# Sofja Kovalevskaja
Sofja Kovalevskaja (russisk: Со́фья Васи́льевна Ковале́вская. tr. Sófja Vasíljevna Kovalévskaja; født 15. januar 1850 i Moskva, død 10. februar 1891 i Stockholm) var en russisk matematiker. Hun stod bag vigtige og originale bidrag til matematisk analyse og differentialligninger. Kovalevskaja var den første kvindelige professor i Nordeuropa og den første kvinde, der var redaktør af et videnskabeligt tidsskrift.
Som barn udviste hun usædvanlig interesse og talent for matematik, hvorfor hendes forældre skaffede hende en vejleder, der introducerede den 11-årige Sofja for Infinitesimalregning. Som kvinde var hun afskåret fra at gennemføre en universitetsuddannelse i Rusland og som ugift at rejse udenlands uden forældrenes tilladelse, hvorfor hun proforma giftede sig med palæontologen Vladimir Kovalevskij, med hvem hun emigrerede i 1867.
Efter studier i Heidelberg, Berlin og Göttingen forsvarede hun i 1874 i Göttingen sin doktordisputats med højeste udmærkelse som den første kvindelige forsker nogensinde.
Efter en økonomisk, arbejdsmæssig og ægteskabeligt omtumlet tilværelse i Tyskland og Rusland vendte Sofja Kovalevskaja i 1883 tilbage til matematikken. Ved hjælp af en gammel studiekammerat fra Berlin-tiden, svenskeren Gösta Mittag-Leffler, fik hun ansættelse ved universitetet i Stockholm, først et år som docent, siden fem år som ikke-fastansat professor, og endeligt i 1889 som ordinær professor.
Kovalevskaja døde af influenza i 1891; hun ligger begravet på Nordre kirkegård i Solna ved Stockholm.

## Hædersbevisninger
- Et krater på månen samt en asteroide er opkaldt efter Sofja Kovalevskaja
- Den tyske stats Alexander von Humboldt-fondens Sofja Kovalevskaja-Preis.
- Frimærke fra Sovjetunionen, 1951.Sofja Kovalevskaja på sovjetisk frimærke fra 1951
- Særmønt fra Rusland, 2001

## Sofja Kovalevskaja i film og skønlitteratur
- Sofja Kovalevskaja er hovedpersonen i den sovjetiske biografiske film  Sofja Kovalevskaja fra 1985
- Novellen For megen lykke i Alice Munros novellesamling (2009) af samme navn er en gendigtning af Kovalevskaja liv.